# Lactarius alnicola
Lactarius alnicola é uma espécie de fungo da família de cogumelos Russulaceae. Os corpos frutíferos produzidos pelo fungo são caracterizados por um "chapeú" pegajoso cor de baunilha de até 20 cm de diâmetro, com uma mistura de tons amarelos dispostos em discretas faixas concêntricas. As lamelas, bastante próximas uma das outras, são inicialmente esbranquiçadas e depois se tornam castanho-amareladas quando o fungo atinge a maturidade. O caule mede até 6 cm de altura e tem manchas castanho-amareladas. Quando é cortado ou lesionado, o cogumelo libera um látex branco, que tem um gosto azedo. O sabor extremamente picante dos corpos frutíferos torna o cogumelo não-comestível.
O fungo é encontrado no oeste dos Estados Unidos e no México, principalmente no estado da Baja California. Ele cresce em associações micorrízicas com várias espécies de árvores coníferas, tais como abeto, pinheiro e pícea, e espécies caducas como o carvalho e os amieiros. Também foi coletado na Índia. Duas variedades foram nomeadas: pitkinensis, com chapéu e tronco menores e conhecida a partir de espécimes do estado norte-americano do Colorado, e pungens, de Michigan, com um odor distintivo.

## Taxonomia
A espécie foi descrita originalmente pelo micologista norte-americano Alexander H. Smith em 1960, a partir de uma coleta feita dois anos antes próximo ao lago Warm, no estado americano de Idaho. O cogumelo foi recolhido inicialmente sob a copa de árvores do gênero Alnus (amieiros) com coníferas nas proximidades e seu epíteto específico reflete a presumida associação entre tais espécies - o termo alnicola, do latim "Alnus" (o gênero de árvores) e "cola" (que habita), significa "viver com Alnus". Os investigadores descobriram posteriormente que a espécie tem, na verdade, uma relação com coníferas, e não com os amieiros como seu nome indica. O fungo é conhecido popularmente nos países de língua inglesa como "golden milkcap".
Lactarius alnicola é classificado na subseção Scrobiculati, da seção Piperites do gênero Lactarius. As espécies desta subseção são caracterizadas por terem um látex de cor branca a creme ou com aspecto "coalhado" que fica amarelo quando exposto ao ar, e que podem manchar de amarelo a superfície do corpo frutífero do fungo quando está recém cortada. Além disso, as bordas do chapéu são peludas, cobertas com pêlos retos, duros e afilados e grosseiramente tomentosas ou lanosas quando jovem. Outras espécies nesta subseção incluem L. subpaludosus, L. delicatus, L. torminosus, L. payettensis, L. gossypinus, L. pubescens, L. resimus e L. scrobiculatus, esta última a espécie-tipo da subseção.

## Descrição

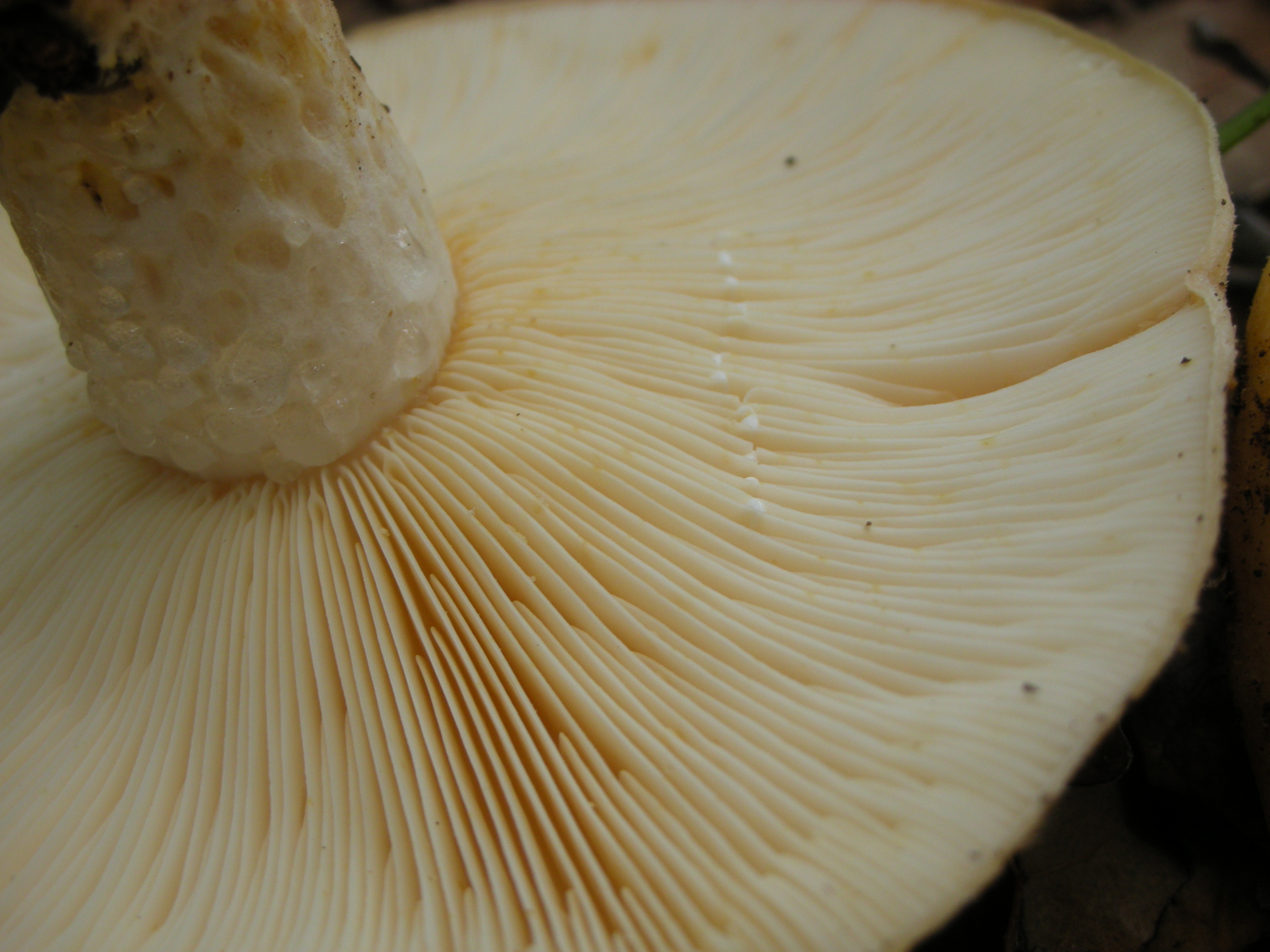
As lamelas são bifurcadas próximo ao tronco.

O píleo (o "chapéu" do cogumelo) mede 8 a 20 centímetros de diâmetro. Ele é inicialmente convexo mas torna-se depois deprimido na região central, assumindo a forma de funil na maturidade. A margem do chapéu é inicialmente encurvada para dentro, e vai se levantando à medida que o chapéu aumenta de tamanho. A superfície do píleo é pegajosa a viscosa e próximo à margem existe um emaranhado de "pêlos" logo abaixo da camada viscosa. A cor da superfície do chapéu é amarelo-ocre, às vezes com faixas concêntricas de tonalidades mais claras ou mais escuras; a cor se torna mais pálida perto da margem. As lamelas são adnatas (diretamente ligadas à haste) a decorrentes (anexas ao tronco e se estendendo por todo seu comprimento), estreitas e intimamente próximas uma das outras. Bifurcadas perto do tronco, as lamelas são inicialmente esbranquiçadas antes de se tornarem castanho-amareladas. Há muitas lamélulas - pequenas lamelas que não se estendem completamente até o tronco.
O tronco ou estipe mede 3 a 6 cm de comprimento e 2 a 3 cm de espessura, quase igual em toda a sua extensão ou em forma de fita na porção inferior. É seco, duro, com um aspecto esburacado e com uma tonalidade esbranquiçada a creme amarelado. O tronco é inicialmente sólido, mas torna-se oco com o passar do tempo. A carne é grossa, dura, esbranquiçada e levemente manchada de amarelo-pálido após o cogumelo ser cortado. Ele não tem um odor peculiar, enquanto que o sabor é imediatamente azedo. O látex é escasso, branco quando exposto ao ar ambiente e imutável ou com uma leve mudança de cor para amarelo. Ele mancha de amarelo a carne do cogumelo quando esta é cortada e tem um sabor acre. De acordo com o micologista David Arora, os espécimes relacionados a carvalhos das regiões central e sul da Califórnia tem um sabor acre mais latente. A impressão de esporos (uma técnica usada na identificação de fungos) pode variar ligeiramente de cor: os depósitos finos são brancos e os grossos são mais amarelos. O cogumelo não é considerado comestível por causa do seu sabor fortemente apimentado.

### Características microscópicas

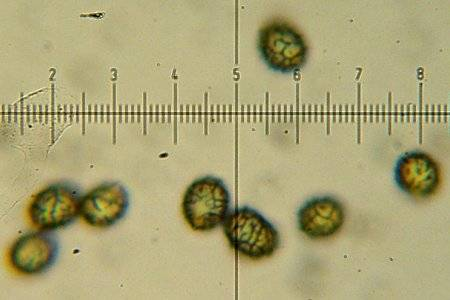
Imagem microscópica dos esporos. Eles possuem um retículo parcial na superfície.

Os esporos medem 7,5 a 10 por 6 a 8,5 micrômetros (µm), são elipsóides e ornamentados com verrugas e faixas estreitas que formam um retículo parcial. As partes proeminentes de sua superfície podem chegar a até 1 mícron de altura, mas estão principalmente na faixa dos 0,3 a 0,6 µm. Os esporos são hialinos (translúcidos) e amiloides, o que significa que absorvem o iodo quando corados com o reagente de Melzer. Os basídios, as células portadoras de esporos, possuem quatro esporos cada e medem 37 a 48 por 8 a 11 µm. A cutícula do chapéu é uma ixocútis (a camada de tecido na superfície de um cogumelo feita de uma camada gelatinosa de hifas) formada por hifas incrustadas que atingem 3 a 5 µm de extensão.

### Variedades
Em sua monografia de 1979 sobre espécies norte-americanas de Lactarius, Lexemuel Hesler e Alexander Smith nomearam duas variedades de L. alnicola. Lactarius alnicola var. pitkinensis, encontrada em áreas de coníferas e árvores da família Salicaceae em Ashcroft, Colorado, é muito semelhante à variedade principal, mas tem um chapéu com coloração branca a creme, e um látex que não muda de cor. Seus corpos frutíferos são um pouco menores, com chapéus de até 10 cm de largura e caules de até 4 cm de comprimento; seus esporos são um pouco maiores, medindo 9 a 10,5 por 7,5 a 9 µm. A segunda variedade descrita, a Lactarius alnicola var. pungens, foi relatada apenas em florestas mistas no estado americano de Michigan. É semelhante à principal, mas tem uma superfície pegajosa que logo seca e um chapéu de cor ocre a ocre-bronzeado com o centro amarelo-acastanhado. A carne é esbranquiçada e com um odor pungente descrito como "distinto e peculiar".

### Espécies similares

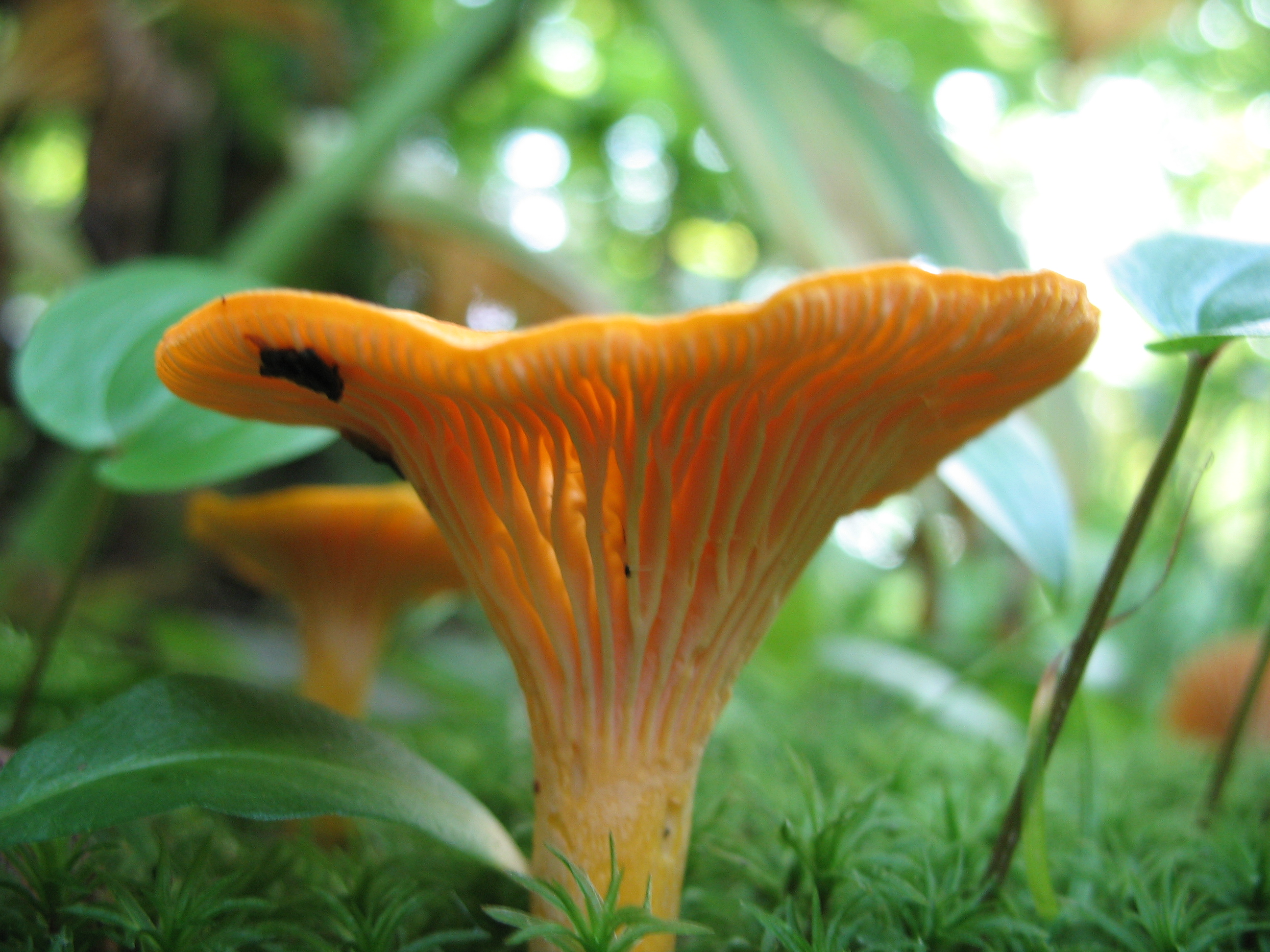
A espécie comestível Cantharellus cibarius pode ser confundida com o L. alnicola.

Caçadores de cogumelos novatos podem confundir o L. alnicola com a espécie comestível Cantharellus cibarius, que possui um corpo frutífero em forma de vaso com lamelas fortemente decorrentes. Outras espécies de Lactarius semelhantes incluem: L. zonarius, L. payettensis, L. yazooensis, L. olympianus e L. psammicola f. glaber. L. olympianus também se associa com coníferas, e tem um chapéu amarelo-ocre, mas pode ser distinguido pelo seu tronco, que normalmente é coberto com manchas. A margem do chapéu de L. payettensis é áspera, ao invés de lisa. L. yazooensis tem um chapéu em "zonas" e uma carne de sabor extremamente azedo. Suas lamelas mudam de cor do vinho pálido para o marrom-rosado na maturidade. L. psammicola f. glaber tem uma impressão de esporos em um tom couro-rosado. Os corpos frutíferos maduros de L. scrobiculatus var. montanus podem ser confundidos com os de L. alnicola. Os cogumelos apresentam a margem do chapéu lisa, sabor acre, com um látex branco que lentamente (durante vários minutos) se torna amarelo quando exposto ao ar ou mancha a carne de amarelo, e não vira "cor de barro" quando danificados.

## Ecologia, habitat e distribuição
Lactarius alnicola é uma espécie ectomicorrízica que participa de uma associação simbiótica com certas espécies de plantas. Nesta associação, as hifas do fungo permeiam grandes volumes de solo e obtém elementos escassos, especialmente fósforo - que muitas vezes é um fator limitante para o crescimento vegetal - o qual eles passam para a planta em troca de produtos metabólicos de sua fotossíntese. As ectomicorrizas que o fungo forma em associação com Picea engelmannii apresentam conteúdo lactífero (células produtoras de látex) e pigmentos semelhantes ao dos corpos frutíferos. Os cogumelos crescem em grupos no solo sob amieiros e coníferas, aparecem geralmente entre os meses de julho e outubro. É uma espécie bastante comum no oeste dos Estados Unidos e no estado mexicano da Baja California. Outros locais em que já foram registrados no México incluem Veracruz, Villarreal e Tapia. As populações nas regiões central e sul da Califórnia são conhecidas por se associar a carvalhos. Nas Montanhas Rochosas, o fungo é associado com a espécie arbórea subalpina Picea engelmannii, enquanto em altitudes mais baixas é comumente encontrada com o pinheiro-do-canadá (Picea glauca). L. alnicola é também conhecido pela associação com Pinus ponderosa e espécies do gênero Pseudotsuga. O cogumelo também já foi coletado no estado de Uttarakhand, na Índia.